# Horsington (Lincolnshire)
Pour les articles homonymes, voir Horsington.
Horsington est une paroisse civile et un village du Lincolnshire, en Angleterre.